# Atlante (catena montuosa)
La catena montuosa dell'Atlante (in berbero: ⵉⴷⵓⵔⴰⵔ ⵏ ⵓⴰⵟⵍⴰⵙ, Idurar n Waṭlas; in arabo جبال الأطلس‎?, Jibāl Al-Aṭlas) è una catena montuosa dell'Africa nord-occidentale, composta da diverse dorsali montuose, che si estende per circa 2.500 km tra Marocco, Algeria e Tunisia.

## Nome

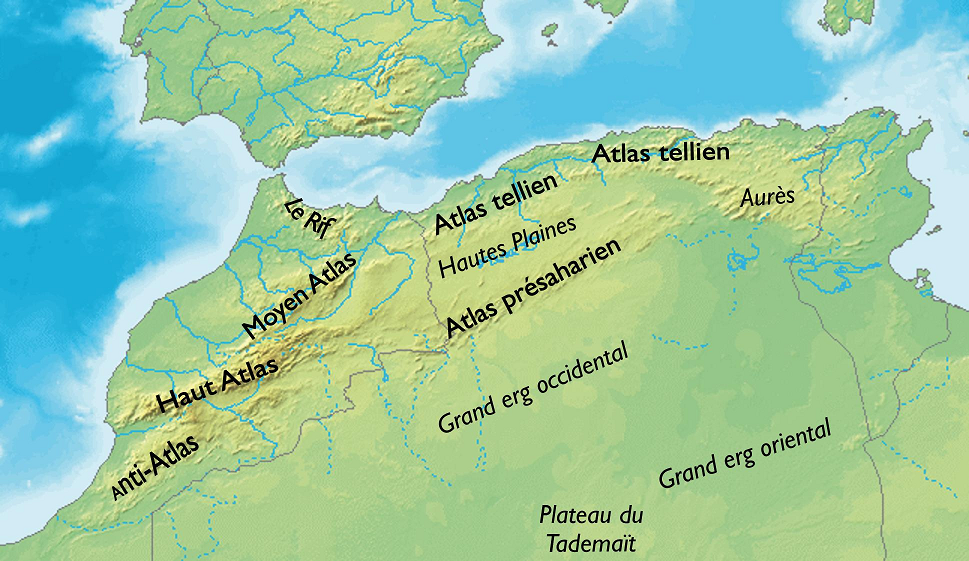
Questa cartina mostra la regione del Nordafrica sulla quale si estende la catena dell'Atlante

Il suo nome locale (berbero) è Adrar n Dern ("il Monte dei Monti") ed anche il nome Atlante, benché pervenuto tramite la mitologia greca, doveva essere in origine un toponimo locale (libico-berbero).

## Geologia
La maggior parte delle rocce basaltiche del continente africano si formarono nel periodo Precambriano (cioè tra i 4,5 miliardi di anni fa e i 570 milioni di anni fa) e, dal punto di vista geologico, risultano molto più antiche della catena montuosa dell'Atlante.
La prima fase della deformazione tettonica che diede origine a quella che oggi è la catena montuosa dell'Atlante interessò soltanto l'Anti Atlante, che si formò nell'era paleozoica, circa 300 milioni di anni fa. Formatasi a causa dell'avvicinamento delle placche africana e euroasiatica, la vetta più elevata del sistema è il Jbel Toubkal (4167 m), cui si aggiungono altre due cime oltre i quattromila metri: l'Ouanoukrim (4089 m) e il Ighil M'Goun (4071 m).

## Suddivisione

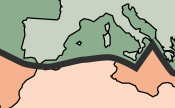
La faglia tra le placche tettoniche africana ed euroasiatica

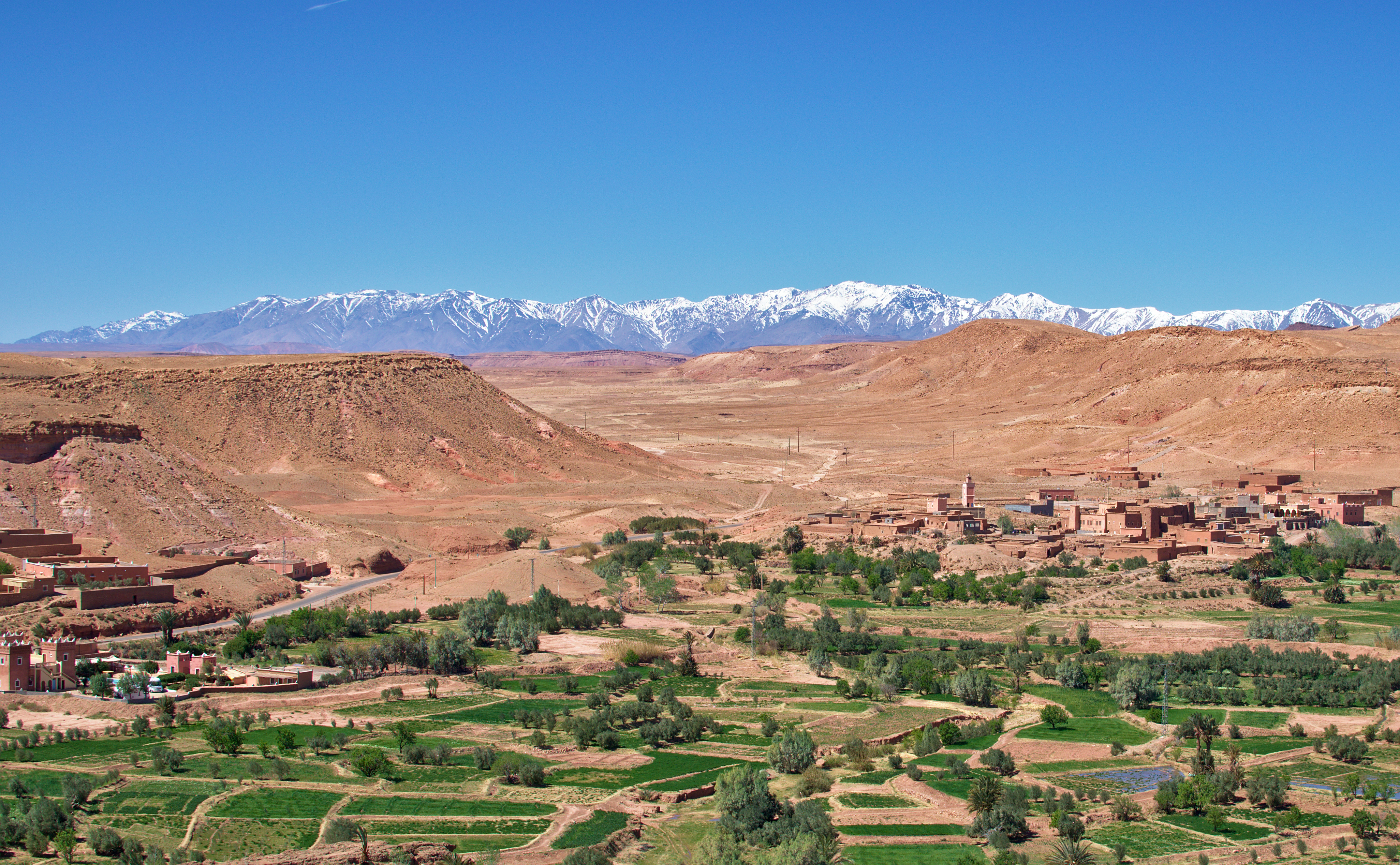
Monti dell'Atlante visti da Ait-Ben-Haddou.

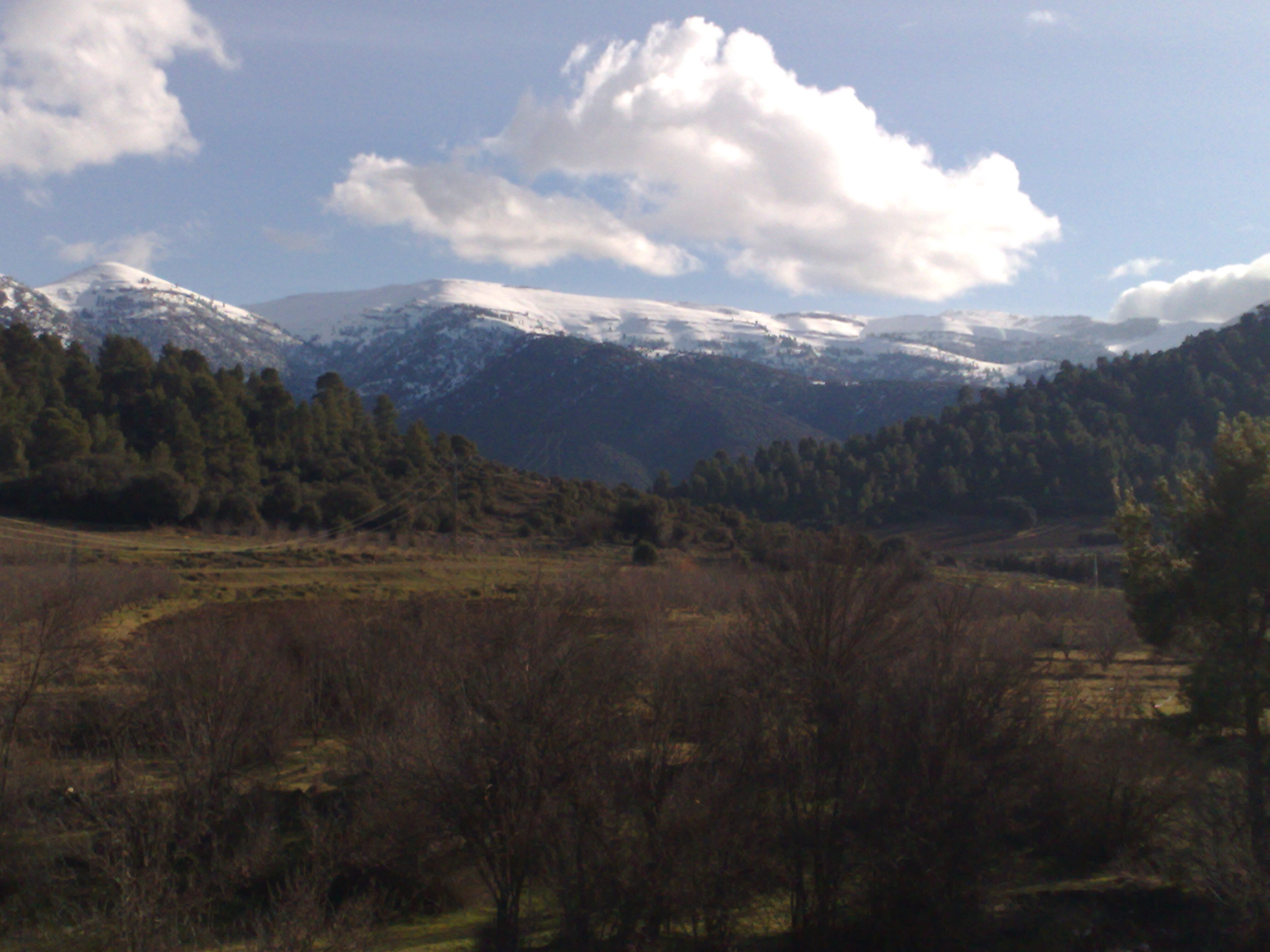
Djebel Chelia

Il massiccio dell'Atlante è generalmente suddiviso in tre parti:
- l'Atlante marocchino (Marocco), suddiviso a sua volta in tre parti, da nord a sud:
  - il Medio Atlante, che culmina a 3356 m col Jbel Bou Naceur (Marocco),
  - l'Alto Atlante, che culmina a 4167 m col Jbel Toubkal (Marocco),
  - l'Anti Atlante, che culmina a 3305 m col Jbel Sirwa (Marocco);
- l'Atlante Sahariano (Marocco, Algeria e Tunisia), tra cui:
  - i monti Aurès, che culminano a 2328 m col Djebel Chelia (Algeria),
  - la dorsale tunisina, che culmina a 1544 m col Djebel Chambi (Tunisia);
- l'Atlante Telliano (Algeria e Tunisia), che comprende da ovest verso est:
  - i Trara, che culminano a 1136 m col Djebel Fellaoucene (Algeria),
  - i Monti di Tlemcen, che culminano a 1843 m col Djebel Tenouchfi (Algeria),
  - i Monti del Tessala, che culminano a 1061 m col Djebel Tessala (Algeria),
  - i Monti dei Beni-Chougrane, che culminano a 932 m (Algeria),
  - il Dahra, che culmina a 1550 m col Mont Zaccar (Algeria),
  - l'Ouarsenis, che culmina a 1985 m col Sidi Amar (Algeria),
  - il Piccolo Atlante, che culmina a 1629 m col Koudiat Sidi Abdelkader (Algeria),
  - il Djurdjura, che culmina a 2308 m col Lalla-Khadîdja (Algeria),
  - i Bibans, (Algeria),
  - i Babor, che culminano a 2004 m col Mont Babor (Algeria),
  - l'Edough, che culmina a 1008 m col Bou Zizi (Algeria).

## Montagne principali

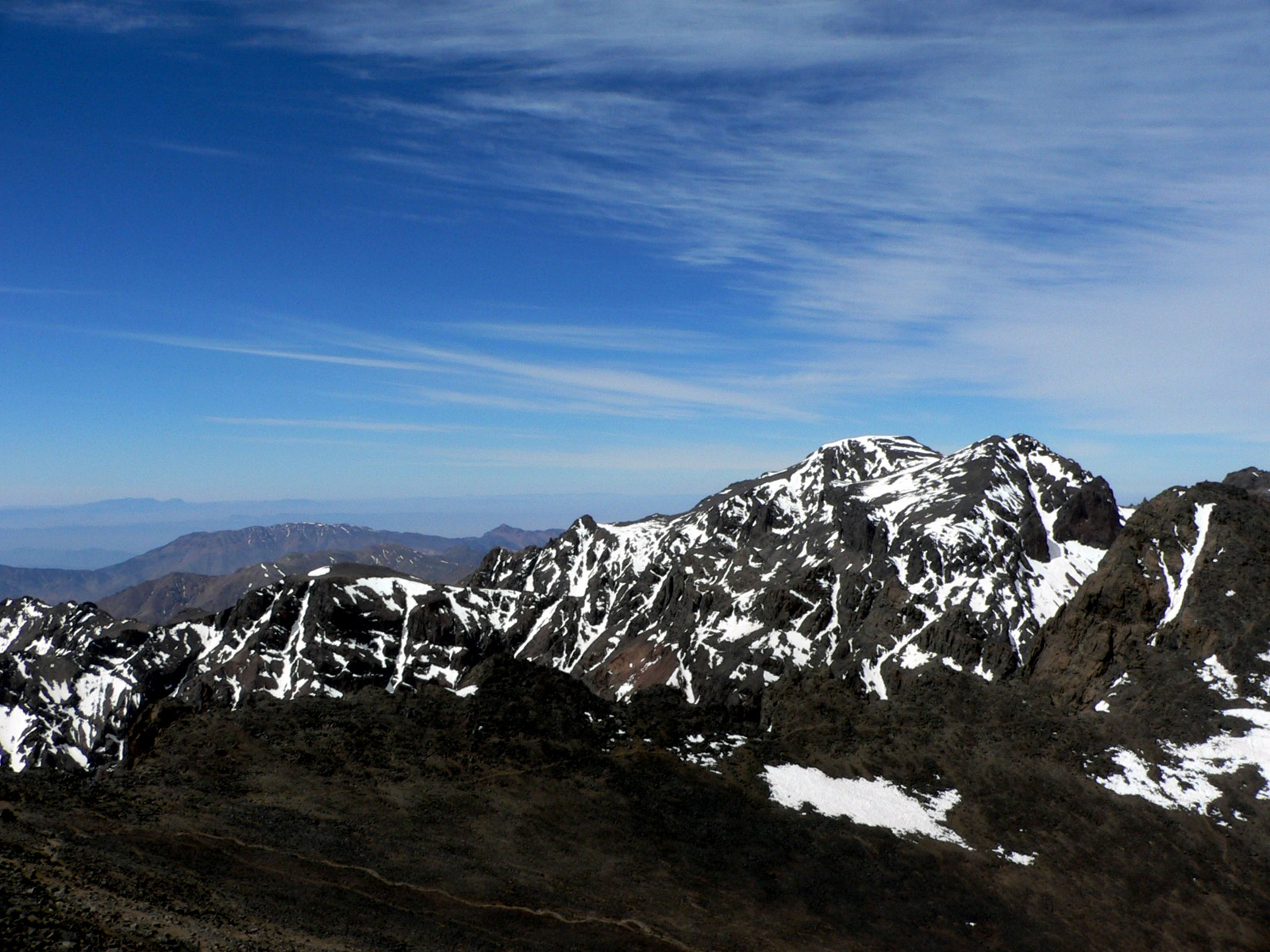
Jbel Toubkal

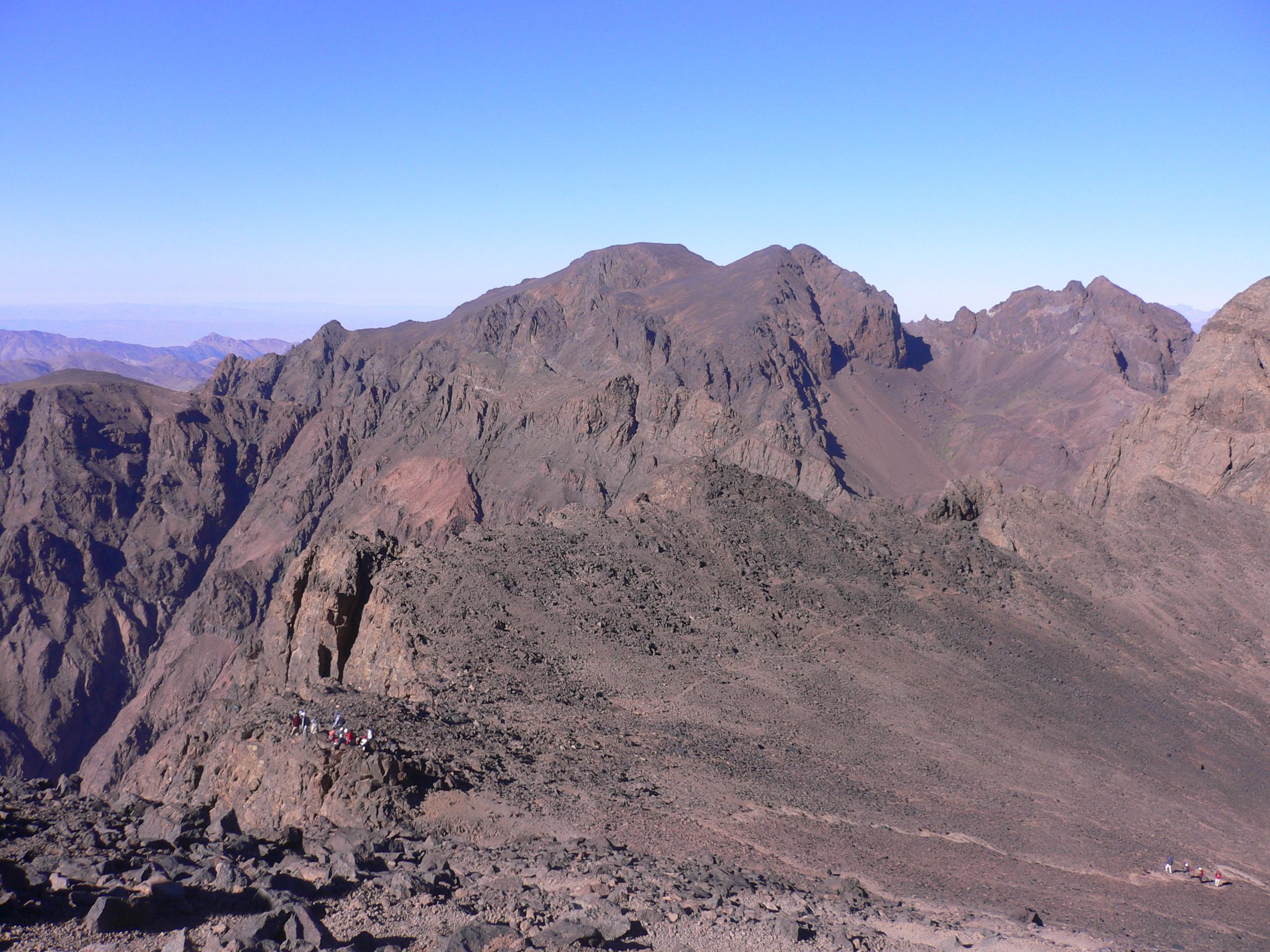
Ouanoukrim

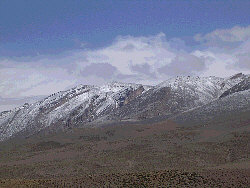
Ighil M'Goun

Le montagne principali dell'Atlante sono:
- Jbel Toubkal – 4167 m - Alto Atlante
- Ouanoukrim – 4089 m - Alto Atlante
- Ighil M'Goun – 4071 m - Alto Atlante
- Afella – 4043 m - Alto Atlante
- Akioud – 4030 m - Alto Atlante
- Jbel n'Tarourt – 4001 m - Alto Atlante
- Tazarhart – 3995 m - Alto Atlante
- Aksoual – 3910 m - Alto Atlante
- Ineghmar – 3892 m - Alto Atlante
- Bou Iguenwan – 3882 m - Alto Atlante
- Ouaougoulzat – 3763 m - Alto Atlante
- Tichki – 3753 m - Alto Atlante
- Jbel Ayachi – 3747 m - Alto Atlante
- Jbel Bou Naceur – 3356 m - Medio Atlante
- Jbel Sirwa – 3304 m - Anti Atlante
- Gourza – 3280 m - Alto Atlante
- Jbel Saghro – 2712 m - Anti Atlante
- Adrar n Lkst  – 2357 m - Anti Atlante
- Djebel Chelia – 2328 m - Aurès
- Lalla-Khadîdja – 2308 m - Djurdjura
- Jbel Tanourdi – 2250 m - Medio Atlante
- Tassemit – 2247 m - Alto Atlante
- Djebel Aïssa – 2236 m - Atlante Sahariano
- Djebel Babor – 2004 m - Babor
- Djebel Antar – 1953 m - Atlante Sahariano
- Djebel Grouz – 1835 m - Atlante Sahariano
- Thaletat – 1638 m - Djurdjura
- Koudiat Sidi Abdelkader – 1629 m - Piccolo Atlante
- Mont Zaccar – 1550 m - Dahra
- Djebel Chambi – 1544 m - Dorsale tunisina